# Yvonne Brill
Yvonne Madelaine Brill (de soltera Claeys; 30 de desembre de 1924 – 27 de març del 2013) fou una enginyera de propulsió canadenca-estatunidenca, coneguda habitualment pel seu desenvolupament de tecnologies de propulsió de coets i de reacció. Durant la seva carrera va participar en una àmplia gamma de programes espacials nacionals als Estats Units, incloent la NASA i la International Mobile Satellite Organization.

## Primes anys
Yvonne Madelaine Claeys va néixer a Winnipeg, Manitoba. Els seus pares eren immigrants de Bèlgica. Va assistir a la Universitat de Manitoba, però va ser exclosa dels estudis d'enginyeria per raó de gènere, motiu pel qual va estudiar química i matemàtiques.

## Carrera
El treball de Brill en els sistemes de propulsió de satèl·lits va donar lloc a una sèrie d'esdeveniments importants. Va desenvolupar el concepte d'un nou motor de coet, el resistojet d'hidrazina, i va proposar l'ús d'un únic propel·lent a causa del valor i la senzillesa que proporcionaria. La seva invenció va donar com a resultat no només un major rendiment del motor, sinó també una major fiabilitat del sistema de propulsió. La reducció així creada en els requisits de pes de propel·lent, va comportar una major capacitat de càrrega útil o una major durada de la vida de la missió.
Com a resultat dels seus conceptes innovadors per a sistemes de propulsió de satèl·lits i les seves solucions d'enginyeria d'avantguarda, Brill es va guanyar una reputació internacional com a pionera en l'exploració i utilització de l'espai. Brill va inventar el sistema de propulsió resistojet d'hidrazina el 1967, pel qual posseeix la patent dels EUA núm 3.807.657. La seva invenció es va convertir en un estàndard en la indústria, i s'ha traduït en milions de dòlars d'augment dels ingressos per als propietaris de satèl·lits de comunicacions comercials.
Brill va contribuir als sistemes de propulsió de TIROS, el primer satèl·lit meteorològic; Nova, una sèrie de dissenys de coets que van ser utilitzats en missions lunars estatunidenques; Explorer 32, el primer satèl·lit d'atmosfera superior; i el Mars Observer, que el 1992 gairebé va entrar en l'òrbita de Mart abans de perdre la comunicació amb la Terra.

## Premis i honors
Brill va ser guardonada amb el Premi Wild de Propulsió de l'American Institute of Aeronautics and Astronautics (2002) i la Medalla John Fritz de l'American Association of Engineering Societies (2009). El 1980, Harper's Bazaar i la corporació De Beers li van atorgar el seu premi Diamond Superwoman per tornar a una carrera reeixida després de començar una família. En 2001 va ser guardonada amb la Medalla al Servei Públic Distingit de la NASA. El 2011, el president Barack Obama li va atorgar la Medalla Nacional de Tecnologia i Innovació.
Fou elegida membre de la National Academy of Engineering el 1987. Va rebre també el premi a l'èxit, el més alt honor de la Societat de Dones Enginyeres (SWE), el 1986 i va ser nomenada Fellow SWE el 1985.
El Yvonne C. Brill Lectureship de l'American Institute of Aeronautics and Astronautics (AIAA) rep aquest nom en honor seu i s'atorga anualment.

## Mort
Resident durant molt de temps a Skillman, Montgomery Township, Nova Jersey, Brill va morir de complicacions derivades d'un càncer de mama a Princeton (Nova Jersey).
Un obituari de Brill publicat el 30 de març 2013 a New York Times començava dient: "cuinava una carn Strogonoff deliciosa, va seguir el seu marit al llarg de tota la seva carrera i va interrompre aquesta durant vuit anys per ocupar-se dels seus tres fills. 'La millor mare del món', segons el seu fill Matthew". L'obituari va ser molt criticat per enfocar i posar massa èmfasi en el gènere i la família de Brill, en lloc dels seus èxits científics i professionals. i va ser citat com un exemple d'un article que no va superar el test de Finkbeiner. El diari va ser obligat a modificar-lo i ho va fer per un altre en la que la "carn Strogonoff" era substituïda per "brillant científica de coets".